# ファイト先生
『ファイト先生』（ファイトせんせい）は、関谷ひさしによる日本の漫画作品。とある島の小学校を舞台に、新任の教師と生徒たちの成長を描いたストーリー。『小学四年生』（小学館）にて1963年1月号から3月号まで、『小学五年生』（同）1963年4月号から1964年3月号まで、『小学六年生』（同）1964年4月号から1965年3月号まで連載。2010年にマンガショップより初の単行本が刊行され、マンガショップシリーズで全2巻。単行本下巻には関谷が『冒険王』（秋田書店）にて連載した『ぶきっちょ』が併録されている。
1963年、関谷の作品『ストップ!にいちゃん』とともに第9回小学館漫画賞を受賞した。

## 登場人物
加上 大作
小学校の教師。愛称は「ファイト先生」。

## 書誌情報
- 関谷ひさし『ファイト先生 〔完全版〕』マンガショップ〈マンガショップシリーズ〉、全2巻
  1. 上巻 2010年2月13日発売[6]、ISBN 978-4775913635
  2. 下巻 2010年2月13日発売[6]、ISBN 978-4775913642